# Abraham Olano
Abraham Olano Manzano (* 22. ledna 1970 Anoeta) je bývalý španělský cyklista baskické národnosti, specialista na časovky.
Profesionálně začal závodit v roce 1992. Je jediným mužem v historii, který na mistrovství světa v silniční cyklistice vyhrál v kategorii Elite jak závod s hromadným startem (1995), tak individuální časovku (1998). Na Letních olympijských hrách 1996 získal stříbrnou medaili v časovce, na LOH 2000 byl ve stejné disciplíně čtvrtý. Je celkovým vítězem závodu Vuelta a España z roku 1998 (v roce 1995 byl na Vueltě druhý). Na Giro d'Italia skončil druhý v roce 2001 a třetí v roce 1996, na Tour de France dojel třikrát v první desítce (4. místo 1997, 6. místo 1999, 9. místo 1996). Vyhrál Tour de Romandie 1996, Euskal Bizikleta 1997 a 1998, Tirreno–Adriatico 2000, Critérium International 2000 a Clásica de Alcobendas. Stal se profesionálním mistrem Španělska v závodě s hromadným startem v roce 1994 a v časovce 1994 a 1998. Kariéru ukončil v roce 2002. Působil jako trenér a funkcionář.
Je uveden na seznamu jezdců, kteří byli v průběhu Tour de France pozitivně testováni na erythropoetin. Olano obvinění popřel, ale přesto byl v roce 2013 odvolán z funkce technického ředitele Vuelty. Kvůli podezření z užívání dopingu také Mezinárodní olympijský výbor neudělil Olanovi bronzovou medaili z časovky na LOH 2000, kterou předtím odebral Lanci Armstrongovi.
Byl mu udělen Královský řád za sportovní zásluhy, v rodném městě Anoeta je po něm pojmenován sportovní areál.
Jeho manželka Karmele Zubillagová je bývalá amatérská cyklistka, mají dvě vlastní a jedno adoptivní dítě.